# Eurytoma nigra
Eurytoma nigra är en stekelart som först beskrevs av Girault 1914.  Eurytoma nigra ingår i släktet Eurytoma och familjen kragglanssteklar. Inga underarter finns listade i Catalogue of Life.